# Storglaciären
El Gran Glaciar (en sueco: Storglaciären) es un glaciar de Suecia localizado en el valle de Tarfala en los Alpes escandinavos del municipio de Kiruna. El glaciar está clasificado como politérmico con temperaturas tanto frías como calientes. Fue en Storglaciären donde se comenzó el primer programa de investigación de glaciares (inmediatamente después de la Segunda Guerra Mundial), que continúa hasta nuestros días, lo que constituye el estudio continuo más largo de su tipo en el mundo.